# Wiktor Wassiljewitsch Tscherkessow

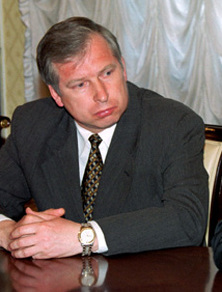
Wiktor Tscherkessow

Wiktor Wassiljewitsch Tscherkessow (russisch Виктор Васильевич Черкесов) (* 13. Juli 1950 in Leningrad, heute Sankt Petersburg; † 8. November 2022 ebenda) war ein Mitarbeiter des russischen Geheimdienstes.

## Leben
Von 1992 bis August 1998 leitete Tscherkessow die Sankt Petersburger Direktion des FSB, der Nachfolgeorganisation des KGB.
Von August 1998 bis Mai 2000 war er erster stellvertretender Direktor des FSB unter Wladimir Putin und Nikolai Platonowitsch Patruschew. Von Mai 2000 bis zum März 2003 war er der bevollmächtigte Gesandte von Präsident Wladimir Putin in Nordwestrussland.
Ab März 2003 war er Leiter des Föderalen Drogenkontrolldienstes Russlands.
Anfang Oktober 2007 wurden mehrere hochrangige Beamte des Föderalen Drogenkontrolldienstes von Agenten des FSB festgenommen, was Analysten als Teil eines langjährigen Kampfes zwischen Tscherkessow, Igor Setschin und weiteren Mitgliedern des inneren Kreises um Wladimir Putin werten.
Am 27. Oktober 2007 wurden zwei Beamte der russischen Drogenbekämpfungsbehörde vergiftet, was laut Wladimir Pribylowski ein Teil des Machtkampfes zwischen den Clans der russischen Silowiki war.
Am 12. Mai 2008 wurde er vom damaligen Präsidenten Dmitri Medwedew als Leiter des Staatlichen Komitees zur Kontrolle des Verkehrs von Suchtstoffen und psychotropen Substanzen entlassen. Ministerpräsident Wladimir Putin ernannte ihn zum Leiter der Bundesagentur für die Beschaffung von Militär- und Spezialausrüstung.

## Privat
Er war in zweiter Ehe mit Natalja Tschaplina, Generaldirektorin der Informationsagentur Rosbalt und ehemalige Chefredakteurin der Zeitung Sankt Peterburgski Tschas Pik verheiratet.